# Rōnin
Pour les articles homonymes, voir Ronin.

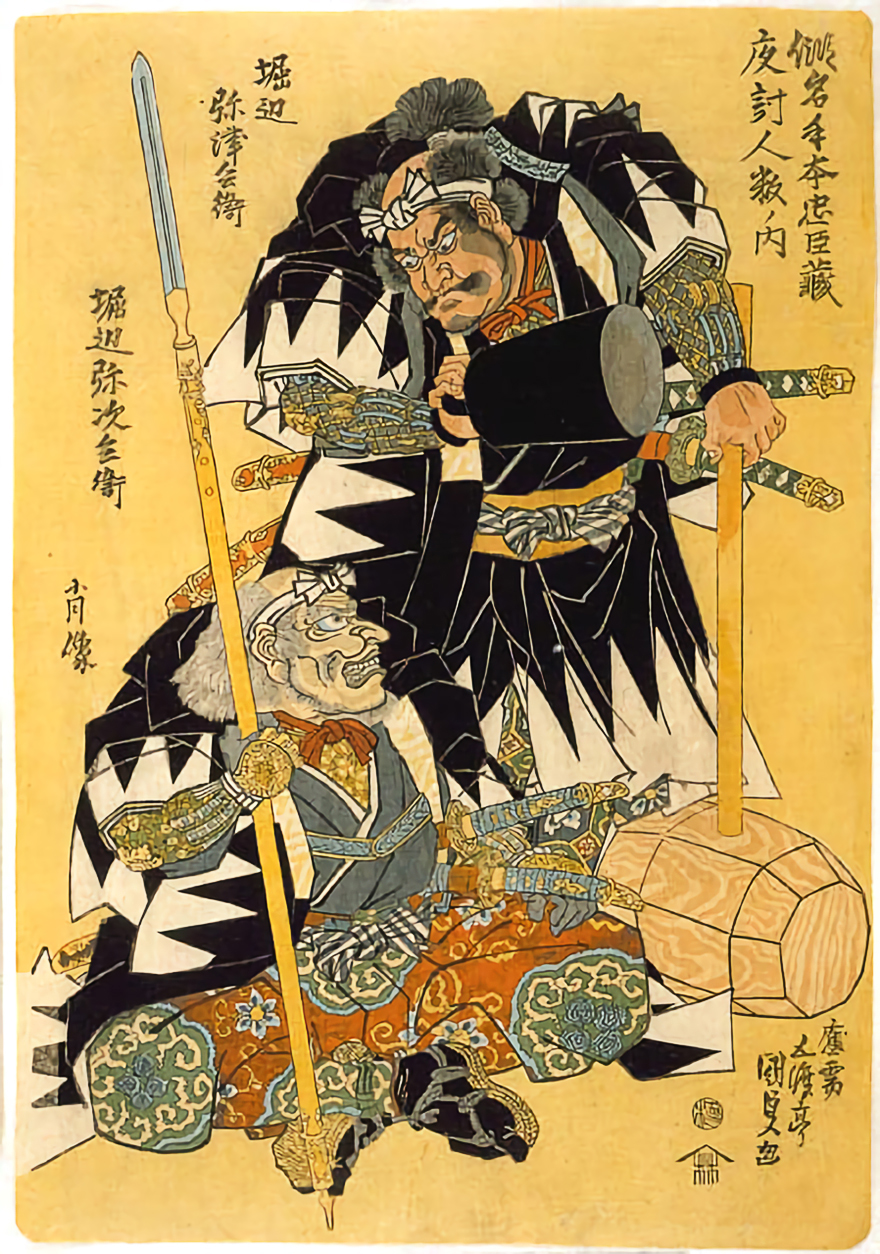
Horibe Yahei et son fils adoptif, Horibe Yasubei : deux rōnin du XVIII.

Un rōnin (浪人, 牢人) était, dans le Japon médiéval, un samouraï sans maître.

## Origine du terme
Rōnin signifie littéralement « homme vague » ou « homme prison ». Le terme daterait de l’époque de Nara (710-794) et aurait alors désigné ceux qui désertaient leurs maîtres, qu'il s'agisse de guerriers ou de serfs.

## Lesrōnin
Les rōnin sont d'anciens samouraïs exclus de la société japonaise féodale ; il y avait plusieurs raisons : la mort de leur seigneur, leurs propres fautes ou leur défaite au combat. Ils devenaient donc en quelque sorte des « parias », n'ayant pas de classe propre dans une société extrêmement hiérarchisée et basée sur les relations de loyauté envers un seigneur. La plupart d'entre eux se tournaient alors vers des métiers plus humbles après la perte de leur fief, en devenant fermiers ou même prêtres bouddhistes errants (虚無僧, komusō), vivant d'aumônes. Mais certains, ayant des difficultés à accepter leur nouvelle position sociale, tentaient de se rebeller, parfois même en se tournant vers le banditisme.
Après la période Sengoku (1467-1568), l'image des samouraïs se dégrada, et ils furent considérés comme des mercenaires à la solde de leurs maîtres. C'est à cette époque que le nombre de rōnin augmenta. Les rōnin combattaient pour leurs idéaux. On leur associait souvent l'image du « preux chevalier ».
C’est surtout lors de l’ère Edo (1600-1868) que le nombre de rōnin alla en croissant (environ 400 000 dans les années 1650) : le shogunat avait en effet mis en place un système rigide qui interdisait aux samouraïs de changer de maître, de se marier hors de leur « clan », ou d’avoir des occupations extérieures au clan sans la permission de leur ancien maître alors que les règles étaient beaucoup plus flexibles sous les régimes précédents. De fait, la mort ou la ruine de son maître rendait presque impossible au samouraï d’en trouver un autre et le forçait à devenir rōnin.

## Lerōnindans la société japonaise

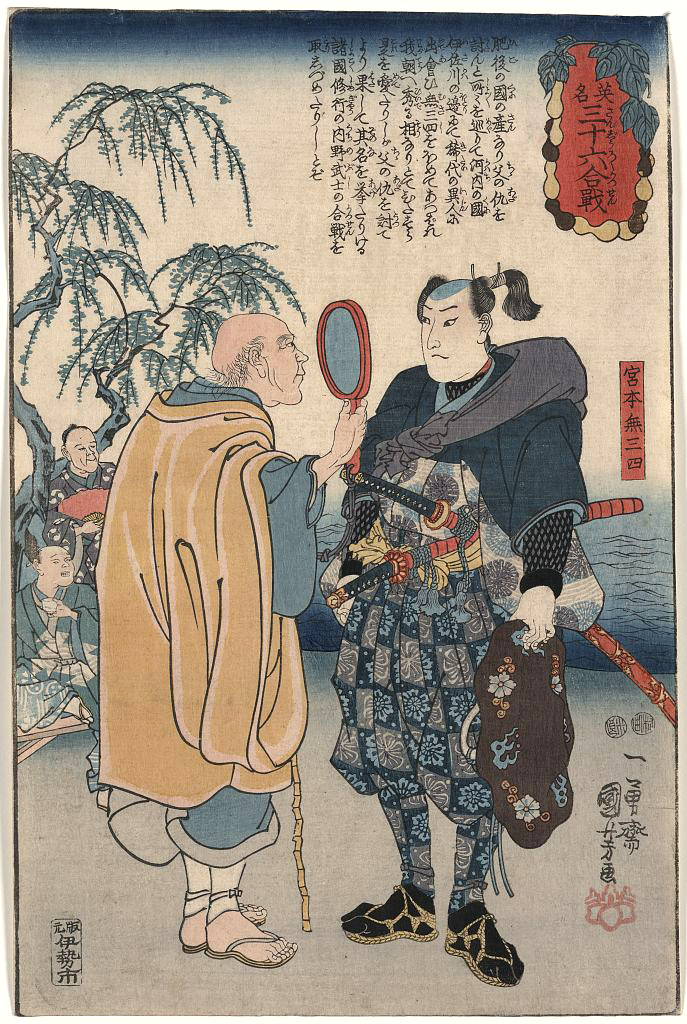
Panneau de bois peint par le maître ukiyo-e Utagawa Kuniyoshi
représentant le célèbre rōnin Miyamoto Musashi.

Le rōnin avait une mauvaise réputation, contrebalancée pourtant par de nombreux récits à sa gloire. Si le statut de rōnin était peu enviable en raison du mépris et de la honte liée à cette situation, il était pourtant recherché par certains samouraïs qui considéraient qu’il s’agissait d’une expérience que tout bon samouraï se devait de vivre dans sa vie, fidèle au proverbe nana korobi ya oki (七転八起 — « tomber sept fois et se relever huit »). Ce proverbe symbolise la persévérance face à des situations difficiles ou aux vicissitudes de l'existence. Au cours de sa vie le samouraï  pouvait partir sept fois pendant une mission de « vagabondage » d’un an pendant lequel il vivait comme un rōnin avant de revenir servir son maître. Néanmoins, un samouraï devenait plus souvent rōnin en raison de circonstances indépendantes de sa volonté que parce qu’il aspirait véritablement à cette situation.
Les rōnin étaient méprisés et discriminés par les samouraïs qui jalousaient probablement leur grande liberté personnelle. Pourtant, ils étaient respectés par les basses classes, malgré la méfiance qu'ils leur inspiraient : de nombreux récits content l’histoire d’un rōnin châtiant d’arrogants samouraïs qui tyrannisaient un village. Dans d’autres histoires, les villageois louent leurs services pour se défendre contre des bandits (comme dans le film Les Sept Samouraïs). Souvent leur sont associées toutes les vertus du samouraï, comme en témoigne l’histoire des 47 rōnin.
Malgré ces histoires épiques, être rōnin était une grande honte. Lord Redesdale, un Britannique attaché au Japon peu après la restauration de l’ère Meiji (1868), raconta que lors de son séjour un rōnin s’était suicidé sur les tombes des 47 rōnin (Lord Redesdale habitait non loin de cet endroit). Il laissa un mot derrière lui disant qu’il avait demandé à entrer au service du daimyō de Chōsū mais s’était vu rejeté. N’ayant voulu servir d’autre maître et ne supportant plus la honte associée à la condition abominable de rōnin, il voulait en finir avec sa vie et ne trouvait pas d’endroit plus adapté pour le faire. Lord Redesdale précisa qu’il vit de ses propres yeux l’endroit une heure ou deux après le suicide et que du sang se trouvait encore par terre.
Pourtant, certains rōnin se forgèrent une réputation et s'attirèrent le respect de tous. C'est notamment le cas de Musashi Miyamoto qui est devenu la personnification du mythe du samouraï errant qui va de ville en ville pour affûter sa technique.

## Autres significations
Après la disparition de la classe des samouraïs, la dénomination de « rōnin » est élargie aux étudiants qui échouent à leur examen d'entrée à l'université, et passent une ou plusieurs années supplémentaires à étudier pour le repasser, le plus souvent en intégrant une école préparatoire privée (une « boîte à concours pour rōnin »),. Ce terme s'applique aussi à ceux n'ayant pas trouvé d'emploi à la fin de leur cursus,.
Par extension, on appelle également rōnin une personne au chômage. En effet, dans le Japon de la fin du XXe siècle, « le salaryman dévoué corps et âme à son entreprise est comme le samouraï d'antan et l'apparition récente du chômage est considérée comme l'équivalent de la dissolution du clan qui transformait naguère le soldat en rōnin, c'est-à-dire en guerrier perdu ou en mercenaire sans idéal ». Selon le japanologue Jean-François Sabouret, « exister, être au Japon, c'est être quelque part, dans un lycée, une université, une entreprise, un ministère », d'où l'analogie entre l'étudiant sans université, la personne sans travail, et le « samuraï errant de l'époque féodale ».

## Dans la culture populaire

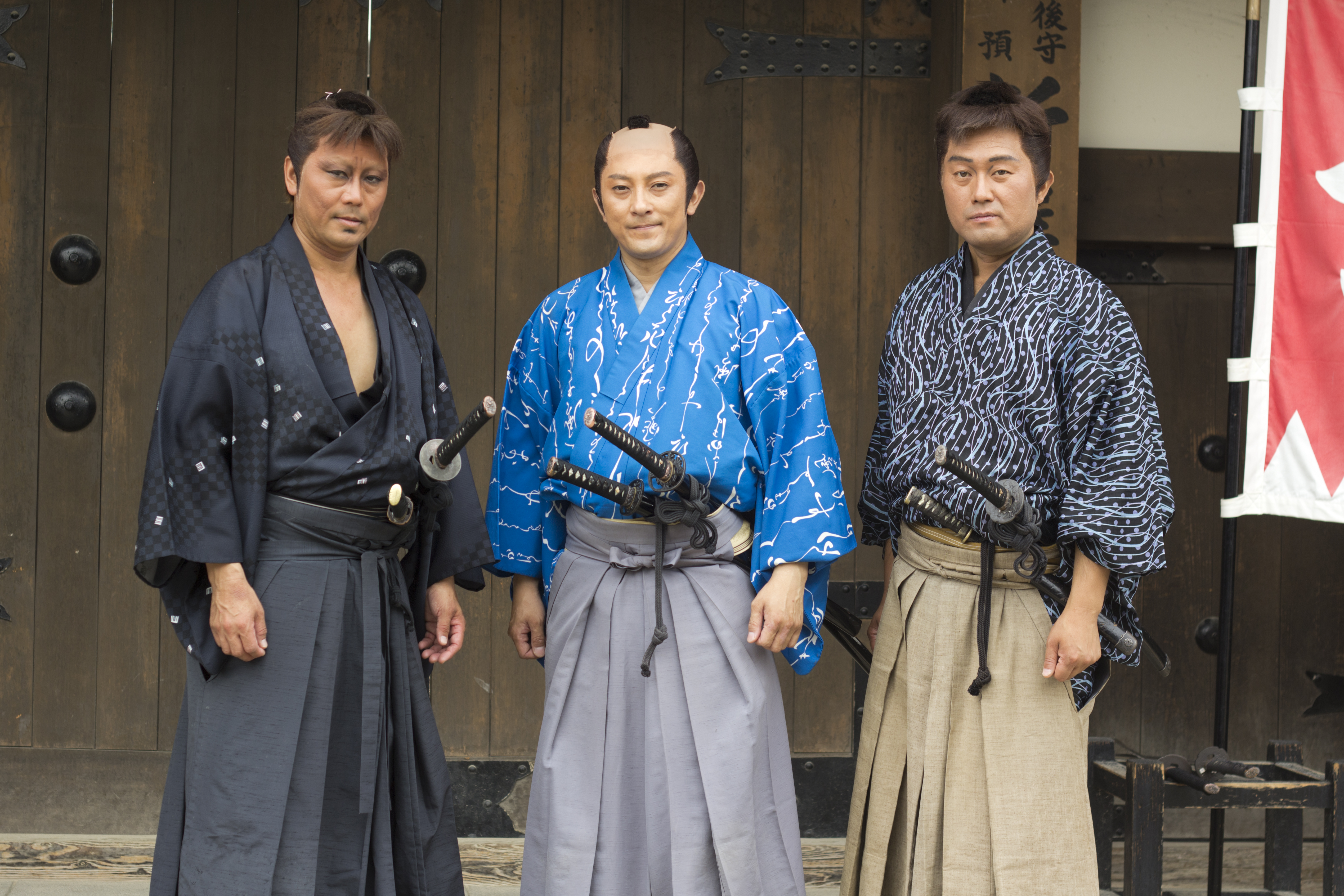
Des acteurs figurant des rōnin (à gauche et à droite), autour d'un samouraï employé (au centre). Toei Kyoto Studio Park à Kyoto.

### Cinéma
- Les Sept Samouraïs (1954) d'Akira Kurosawa

Bien que le terme « samouraï » soit utilisé dans le titre du film, il s'agit bien de sept samouraïs sans maître, donc de sept rōnin.
- Hara-kiri (1962) de Masaki Kobayashi.

Le titre original de ce film est Seppuku (切腹), terme désignant la forme rituelle du suicide masculin par éventration pratiqué par les samouraïs. Ce film présente ce rite et la manière dont certains samouraïs rusent pour y échapper et le comportement héroïque d'un rōnin qui veut défendre son honneur.
- Ronin (1998) de John Frankenheimer.

Au cours du film, le personnage de Michael Lonsdale (prénommé Jean-Pierre) raconte la légende des 47 rōnin à Robert de Niro, incitant par-là à la réflexion sur les motivations et les mobiles de ces mercenaires.
- Zatōichi (2003) de Takeshi Kitano.

Inspiré d'un roman de Kan Shimozawa, ce film qui narre les exploits d'un rōnin aveugle, maître de kenjutsu, s'inspire d'un film plus ancien et d'une série télévisée du même nom..
- 47 Ronin (2013) de Carl Erik Rinsch.

Si ce film a rendu plus célèbre cette légende japonaise sur les rōnin, grâce à la présence de l'acteur Keanu Reeves (d'origine européenne et asiatique), celui-ci a été entièrement tourné en Europe, en Hongrie et au Royaume-Uni.
- Wolverine : Le Combat de l'Immortel (2013) de James Mangold.

Yashida considère Logan/Wolverine comme un rōnin destiné à vivre pour l'éternité à cause de son pouvoir de régénération.
- Avengers: Endgame (2019) des Frères Russo.

Le personnage de Clint Barton, incarné par Jeremy Renner abandonne son identité de Hawkeye pour devenir Rōnin, un anti-héros en quête de vengeance à la suite de la disparition de sa famille. Il abandonnera cette identité pour reprendre celle de Hawkeye mais se ferra des ennemis à travers le monde qu'il continuera d'affronter dans la série Hawkeye.

Ninjago : Les Maîtres du Spinjitzu (2011-2022) de Michael Hegner
Le personnage de Ronin, à la fois allié et ennemi des ninjas doit son nom à ce titre de samourai, car agissant souvent seul sans réels alliés tant du côté des ninjas que de leurs ennemis, il apparait pour la première fois à la saison 5.

### Littérature
- Dans le roman Légendes des terres d'Opale : Ronin de Florent P. Prandi

### Bande dessinée
- Dans la bande dessinée Okko d'Hub.
- Dans la bande dessinée Kogaratsu de Bosse.
- Ugaki est un rōnin, le héros de la série Ugaki par Robert Gigi.
- Dans la bande dessinée Les Tortues Ninja - TMNT : The Last Ronin, seule une des Tortues Ninja survit tandis que ces trois frères et Maîtres Splinter meurent. Puisque cette Tortue a perdue son sensei, elle est considérée comme un rōnin.

### Jeux vidéo
- Dans Saints Row 2, les rōnin forment un gang japonais qui utilise des katana, des sabres symbole de la caste des samouraïs.
- Dans Titanfall 2, le titan Ronin s'apparente à un ninja.
- Dans Brawlhalla, un personnage jouable du nom de Koji est un rōnin selon son histoire.
- Dans League of Legends, un champion très populaire, Yasuo, est un rōnin qui se bat avec un katana et maîtrise de nombreuses attaques liées au vent.
- Dans Rogue Company, un personnage féminin jouable en ligne se bat avec un katana et d’autres armes modernes.
- Dans la série Guilty Gear, le personnage de Baiken est une rōnin armée d'un katana mais qui dispose aussi d'un arsenal très diversifié (kanabō, bō hiya...)
- Dans Assassin's creed : Shadows où ils sont (malgré eux) au service des antagonistes. Yasuke en devient techniquement un suite à la mort de son maître.
- Dans Rise of the Ronin avec la lame secrète qui trahit son clan afin de retrouver sa Lame Jumelle. Cette dernière, quoi que capturée par l'ennemi trahit également son clan en ne cherchant jamais à le rejoindre suite à sa libération, étendant au final sa trahison à son pays tout entier par vengeance.

#### Mercenariat en littérature
- Chevalier noir : îles britanniques
- Condottiere : Italie